# Pentace eximia
Pentace eximia är en malvaväxtart som beskrevs av George King. Pentace eximia ingår i släktet Pentace och familjen malvaväxter. Inga underarter finns listade i Catalogue of Life.